# نشان افتخار برای خدمات به جمهوری اتریش
نشان افتخار برای خدمات به جمهوری اتریش ( به آلمانی : Ehrenzeichen für Verdienste um die Republik Österreich ) یک نشان دولتی جمهوری اتریش است . این نشان به ۱۵ درجه تقسیم می‌شود و بالاترین نشان در سیستم افتخارات ملی اتریش است .